# Хум (Ниш)
Хум је насељено место у градској општини Црвени Крст на подручју града Ниша у Нишавском округу. Налази се на рубу Нишке котлине, на око 6,5 km северно од центра Ниша. Према попису из 2022. било је 1183 становника (према попису из 1991. било је 1497 становника). Недалеко од села се налази археолошки локалитет Хумска чука. Овде се налази ФК Црвена застава.

## Историја
Преисторијско насеље неолитско-бронзаног доба које су 1934. године истраживали А. О. Славетић и М. Грубић, а касније М. Гарашанин, показују да Хум спада у врло стара села. Налазиште је лоцирано изнад данашњег насеља на Ћувику, између два потока, и лак му је приступ само с југа. Касније, као село Хум се јавља у античком периоду и средњем веку. Турски попис 1498. године затекао га је као село са 64 дома, 18 неожењених, 7 удовичких и две муслиманске куће, 3 хаса њиве, 1 виноградом (који је пуст) и дажбинама од 8.108 акчи, а манастир Светог Николу са 1 калуђером и дажбинама од 317 акчи. Према турском попису нахије Ниш из 1516. године, место је било једно од 111 села нахије и носило је исти назив као данас, а имало је 61 кућа, 9 удовичка домаћинства, 15 самачка домаћинства, 1 муслимана. Године 1564, пао је на око 50 домаћинстава. Као и друга села у Великом рату с краја 17. века скоро се угасио, а потом се постепено обновио. Године 1757, Хум је водио мукотрпну и безуспешну парницу пред турском Портом против власника Јусуф-бега због тога што овај селу, поред осталих дажбина, узима од сваке куће оку масла и кола дрва и што их тера да му бесплатно раде на њивама. Ускоро (1760/61. године) читлук-сахабија Џафер-Заим (који је зачитлучио и Доњи Комрен) купио је од нишког накибулешрафа Сејид Омера за 1.000 гроша сву земљу, ливаде и пашњаке, а затим, још за 500 гроша све зграде, баште и гумна у Хуму. Тако су, уместо позитивног решења по парници против Јусуф-бега, мештани Хума постали чифчије Џафер-бега и доспели у још гори положај. Након више деценија без значајнијих података Хум се поново спомиње у вези с буном 1841. године, кад је с још 121 селом у нишком крају био спаљен. Хум не припада мањој групи села која су се откупила директном нагодбом са спахијом (као на пример Горњи Матејевац и Каменица), већ се откупио отплатом аграрног дуга; већини села у нишком крају овај дуг или његов део морао је бити отписан законом 1907. године. Отплата аграрног дуга, као и други економски разлози тог времена, подстакли су у Хуму, и у другим бројним селима, појаву печалбарства.
Погодан положај Хума на додиру двају различитих производних средина (котлинско дно и котлински обод) оријентисао је његову производњу у правцу ратарства и сточарства. У периоду између два светска рата Хум је на нишком тржишту, поред осталог, пласирао приличне количине меса, млека и млечних производа. Близина Ниша подстакла је, после 1955/60. године, прилично пресељавање (пре свега у Ниш), дневну миграцију и оријентацију на мешовиту привреду, на шта указују и послератни статистички подаци. Тако је у Хуму 1971. године било 67 пољопривредних, 226 мешовитих и 11 непољопривредних домаћинстава.

## Саобраћај
До Хума се може доћи приградским линијама 30 ПАС Ниш - Горњи Комрен - Хум - Рујник - Лесковик и линијом 31 ПАС Ниш - Горњи Комрен - Хум.

## Демографија
Крајем 19. века (1895) Хум је село са 68 домаћинстава и 644 становника, а 1930. године имао је 128 домаћинстава и8 779 становника.
У насељу Хум живи 1136 пунолетних становника, а просечна старост становништва износи 45,5 година (45,3 код мушкараца и 43,7 код жена). У насељу има 373 домаћинства, а просечан број чланова по домаћинству је 3,17.
Ово насеље је великим делом насељено Србима (према попису из 2002. године).
|  |

| Демографија | Демографија | Демографија |
| Година      | Становника  | Становника  |
| ----------- | ----------- | ----------- |
| 1948.       | 1.270       |             |
| 1953.       | 1.403       |             |
| 1961.       | 1.479       |             |
| 1971.       | 1.436       |             |
| 1981.       | 1.468       |             |
| 1991.       | 1.497       | 1.491       |
| 2002.       | 1.450       | 1.469       |
| 2011.       | 1.370       |             |
| 2022.       | 1.183       |             |

| Етнички састав према попису из 2002.‍ | Етнички састав према попису из 2002.‍ | Етнички састав према попису из 2002.‍ | Етнички састав према попису из 2002.‍ | Етнички састав према попису из 2002.‍ |
| ------------------------------------ | ------------------------------------ | ------------------------------------ | ------------------------------------ | ------------------------------------ |
|                                      |                                      |                                      |                                      |                                      |
| Срби                                 | Срби                                 |                                      | 1.415                                | 97,58%                               |
| Роми                                 | Роми                                 |                                      | 15                                   | 1,03%                                |
| Бугари                               | Бугари                               |                                      | 3                                    | 0,20%                                |
| Румуни                               | Румуни                               |                                      | 1                                    | 0,06%                                |
| непознато                            | непознато                            |                                      | 16                                   | 1,10%                                |

| Година пописа     | 1948. | 1953. | 1961. | 1971. | 1981. | 1991. | 2002. |
| ----------------- | ----- | ----- | ----- | ----- | ----- | ----- | ----- |
| Број домаћинстава | 184   | 209   | 260   | 304   | 338   | 363   | 384   |

| Број чланова      | 1  | 2  | 3  | 4  | 5  | 6  | 7  | 8 | 9 | 10 и више | Просек |
| ----------------- | -- | -- | -- | -- | -- | -- | -- | - | - | --------- | ------ |
| Број домаћинстава | 47 | 72 | 50 | 93 | 49 | 42 | 16 | 8 | 6 | 1         | 3,78   |

| Пол    | Укупно | Неожењен/Неудата | Ожењен/Удата | Удовац/Удовица | Разведен/Разведена | Непознато |
| ------ | ------ | ---------------- | ------------ | -------------- | ------------------ | --------- |
| Мушки  | 613    | 140              | 414          | 53             | 5                  | 1         |
| Женски | 604    | 90               | 412          | 86             | 12                 | 4         |
| УКУПНО | 1.217  | 230              | 826          | 139            | 17                 | 5         |

| Пол    | Укупно                    | Пољопривреда, лов и шумарство | Рибарство                            | Вађење руде и камена | Прерађивачка индустрија       |
| ------ | ------------------------- | ----------------------------- | ------------------------------------ | -------------------- | ----------------------------- |
| Мушки  | 347                       | 46                            | 0                                    | 0                    | 142                           |
| Женски | 178                       | 40                            | 0                                    | 0                    | 53                            |
| УКУПНО | 525                       | 86                            | 0                                    | 0                    | 195                           |
| Пол    | Производња и снабдевање   | Грађевинарство                | Трговина                             | Хотели и ресторани   | Саобраћај, складиштење и везе |
| Мушки  | 10                        | 30                            | 40                                   | 1                    | 20                            |
| Женски | 1                         | 0                             | 19                                   | 3                    | 7                             |
| УКУПНО | 11                        | 30                            | 59                                   | 4                    | 27                            |
| Пол    | Финансијско посредовање   | Некретнине                    | Државна управа и одбрана             | Образовање           | Здравствени и социјални рад   |
| Мушки  | 1                         | 2                             | 14                                   | 3                    | 10                            |
| Женски | 0                         | 2                             | 4                                    | 13                   | 18                            |
| УКУПНО | 1                         | 4                             | 18                                   | 16                   | 28                            |
| Пол    | Остале услужне активности | Приватна домаћинства          | Екстериторијалне организације и тела | Непознато            | Непознато                     |
| Мушки  | 1                         | 0                             | 0                                    | 27                   | 27                            |
| Женски | 2                         | 0                             | 0                                    | 16                   | 16                            |
| УКУПНО | 3                         | 0                             | 0                                    | 43                   | 43                            |